# Hồng ngọc
Hồng ngọc (tiếng Đức: Rubin, tiếng Anh: Ruby), là một loại đá quý thuộc về loại khoáng chất corundum. Chỉ có những corundum màu đỏ mới được gọi là hồng ngọc, các loại corundum khác được gọi là xa-phia. Màu đỏ của hồng ngọc là do thành phần nhỏ của nguyên tố crôm lẫn trong ngọc tạo nên. Hồng ngọc có tên tiếng Anh là ruby, xuất phát từ ruber trong tiếng La tinh có nghĩa là "màu đỏ". Hồng ngọc trong tự nhiên rất hiếm, các loại hồng ngọc được sản xuất nhân tạo tương đối rẻ hơn.

## Tính chất vật lý
Hồng ngọc có độ cứng là 9,0 theo thang độ cứng Mohs. Giữa các loại đá quý tự nhiên chỉ có moissanit và kim cương là cứng hơn hết, trong đó kim cương có độ cứng là 10 còn moissanit có độ cứng dao động trong khoảng giữa kim cương và hồng ngọc. 
Công thức hóa học của hồng ngọc là Al2O3, ở dạng α-alumina với một phần nhỏ các ionCr3+ thay thế vị trí của Al3+ trong mạng tinh thể. Mỗi ion Cr3+ liên kết với 6 ion O2- nằm ở các đỉnh của hình tám mặt. Với cấu trúc như vậy, chúng có khuynh hướng hấp thụ ánh sáng trong vùng từ xanh lục đến tím vì vậy cho đá có màu đỏ. Một phô-tônđi qua cấu trúc của tinh thể chỉ trong một vài 10−12 giây và xuất hiện hiện tượng lân quang phát ra ánh sáng màu đỏ có bước sóng 0,672 micromet. Màu đỏ này kết hợp với màu đỏ do hấp thụ màu xanh lục và tím từ ánh sáng trắng làm cho ánh của ngọc sáng hơn.
Tất cả hồng ngọc trong tự nhiên đều bị lỗi như màu tạp và các tinh thể dạng kim của rutil. Các nhà nghiên cứu đá quý dùng dấu hiệu rutil để phân biệt hồng ngọc tự nhiên và loại tổng hợp hoặc loại có đặc điểm giống như hồng ngọc. Thường các loại ngọc thô cần phải nung trước mài (cắt). Hầu hết hồng ngọc ngày nay đều được xử lý ở một mức độ nào đó và người ta thường dùng phương pháp xử lý nhiệt. Tuy nhiên, cũng có những loại hồng ngọc không cần xử lý vẫn có giá trị rất tốt.
Một số hồng ngọc được xử lý bề mặt trên bóng sao cho khi ánh sáng phản xạ sẽ thấy được hình ngôi sao 3 cánh hay 6 cánh, với cách này sẽ thể hiện được hình ảnh tốt nhất khi có nguồn ánh sáng đơn chiếu vào nhìn giống như ánh sáng đang di chuyển hay viên ngọc xoay tròn.

## Phân bố hồng ngọc tự nhiên trên thế giới
Ngoại trừ châu Nam Cực ra các châu khác đều có mỏ hồng ngọc. Thường chỉ có hồng ngọc từ châu Á mới được ưa chuộng. Myanma, Thái Lan và Sri Lanka, nơi các mỏ bắt đầu hiếm đi, là các nước xuất khẩu quan trọng nhất. Hồng ngọc cũng được tìm thấy ở Ấn Độ, Trung Quốc, Pakistan, Afghanistan và Việt Nam. Hồng ngọc từ châu Phi (Kenya, Tanzania...) cũng có giá trị cao. Bắc Mỹ (Bắc Carolina), Nam Mỹ (Colombia) và ở Úc chỉ có ít quặng mỏ hồng ngọc. Ở châu Âu người ta cũng đã phát hiện loại đá quý này ở Phần Lan, Na Uy và Macedonia. Hồng ngọc từ mỗi nước có những khác nhau nhỏ.

## Các yếu tố ảnh hưởng đến chất lượng ngọc
Màu: để đánh giá chất lượng đá quý, màu là yếu tố quan trọng nhất. Màu gồm 3 thành phần: màu (hue), sự bão hòa và sắc (tone). Màu đề cập đến màu như thuật ngữ thường sử dụng. Đá quý trong suốt khi có màu là các màu: đỏ, cam, vàng, lục, lam, chàm, đỏ tía và hồng. Sáu màu đầu được đề cập trong dãy quang phổ nhìn thấy, 2 màu sau là màu được trộn. Đỏ tía là màu nằm giữa đỏ và xanh, hồng là bóng mờ của màu đỏ. Trong tự nhiên hiếm gặp màu nguyên thủy vì vậy khi nói màu của đá quý ta đề cập đến màu thứ cấp. Trong hồng ngọc, màu nguyên thủy phải là đỏ. Tất cả các màu còn lại của nhóm đá quý corundum đều gọi là xa-phia. Hồng ngọc cũng có thể có màu thứ cấp như: cam (đỏ vàng), đỏ tía, tím và hồng.
Hồng ngọc tốt nhất là loại sáng có sắc tối đến trung bình.

## Xử lý nâng cao giá trị
Đá quý thường được xử lý để làm tăng giá trị của chúng. Vào cuối thập niên 90 của thế kỷ 20 một lượng lớn hồng ngọc đã xử lý nhiệt được tung ra thị trường đã làm giảm giá hồng ngọc.
Nâng cao chất lượng như thay đổi màu sắc, tăng độ trong suốt bằng cách hòa tan rutil, và trám các khe nứt.
Phương pháp xử lý thông thường là dùng nhiệt. Hầu hết hồng ngọc có giá trị thấp trên thị trường đề là hồng ngọc thô được xử lý nhiệt để nâng cao màu sắc, loại bỏ một chút màu đỏ tía, xanh. Quá trình xử lý diễn ra ở nhiệt độ khoảng 1800 °C (3300 °F). Một số hồng ngọc phải qua quá trình nung "low tube heat", khi đá được nung nóng bởi nhiệt của than đá khoảng 1300 °C (2400 °F) trong vòng 20 đến 30 phút, chỉ có các sợi tơ bị phá vỡ và màu sắc được cải thiện.
Một phương pháp ít được chấp nhận hơn được nhiều người biết đến trong những năm gần đây là thêm thủy tinh chì vào. Thêm vào trong các khe nứt của hồng ngọc bằng thủy tinh chì để tăng độ trong suốt. Quá trình này gồm 4 giai đoạn:
1. Đá thô được đánh bóng để loại bỏ các tạp chất trên bề mặt vì các chất này sẽ ảnh hưởng đến các bước sau
2. Các chỗ xù xì sẽ được làm sạch bằng acid flohydrite
3. Quá trình xử lý nhiệt đầu tiên sẽ không cho bất cứ chất gì vào, chủ yếu là loại bỏ các tạp chất trong các khe nứt. Quá trình này được thực hiện ở nhiệt độ khoảng 1400 °C (2500 °F), các sợi tơ rutil thường không bị ảnh hưởng khi nhiệt độ khoảng 900 °C (1600 °F)
4. Quá trình xử lý nhiệt tiếp theo được thực hiện trong lò điện có bổ sung một số chất hóa học khác. Việc pha trộn và hòa tan bột thủy tinh có chứa chì được thực hiện trong giai đoạn này. Hồng ngọc được nhấn chìm trong dầu, sau đó phủ bột thủy tinh, đặt vào　lò nung khoảng 900 °C (1600 °F) trong điều kiện oxy hóa trong vòng một giờ. Bột màu vàng khi nung sẽ chuyển sang trong suốt đến vàng và nhuộm vào toàn bộ vết nứt của hồng ngọc. Sau khi làm lạnh màu được đưa vào chuyển hoàn toàn thành trong suốt và nâng cao độ trong suốt của hồng ngọc.

Nếu cần thêm vào màu gì thì dùng bột thủy tinh với các chất nhuộm màu như đồng hoặc các oxide kim loại khác như natri,calci, kali...
Quá trình nung thứ 2 có thể được thực hiện lập lại 3 đến 4 lần thậm chí dùng các cách trộn khác nhau. Hồng ngọc loại này thường không được phủ acid boric hoặc các chất bảo vệ bề mặt khác nên bề mặt nó không được bảo vệ giống như kim cương.

## Hồng ngọc tổng hợp
Năm 1837 Gaudin tạo ra hồng ngọc tổng hợp từ nhôm nóng chảy ở nhiệt độ cao và chất tạo màu crôm. Năm 1847 Edelman tạo ra xa-phia trắng từ nhôm trong acid boric. Năm 1877 Frenic và Freil tạo ra tinh thể corundum từ bột đá. Frimy và Auguste Verneuil tạo ra hồng ngọc nhân tạo từ BaF2 và Al2O3 nóng chảy với chất tạo màu crôm. Năm 1903 Verneuil thông báo có thể sản xuất hồng ngọc tổng hợp ở mức độ thương mại từ quá trình nóng chảy.
Các quá tạo ra hồng ngọc nhân tạo khác như quá trình Czochralski, quá trình tan chảy bằng chất xúc tác (flux process), và quá trình thủy nhiệt. Hầu hết hồng ngọc tổng đều được thực hiện bằng quá trình nóng chảy, là phương pháp ít tốn chi phí. Hồng ngọc tổng hợp vẫn đẹp và hoàn hảo khi nhìn bằng mắt thường, nhưng khi phóng đại có thể thấy những vết khía trên mặt hoặc các túi khí nhỏ bên trong. Càng ít những đặc điểm trên thì hồng ngọc càng có giá trị. Chất phụ gia được thêm vào hồng ngọc tổng hợp vì vậy có thể phân biệt được hồng ngọc tổng hợp, nhưng các thử nghiệm đá quý học cần thiết chỉ để nhận biết dạng nguyên thủy của nó.
Hồng ngọc tổng hợp được sử dụng trong ngành kỹ thuật với chức năng tương tự như hồng ngọc tự nhiên. Các que hồng ngọc được sử dụng để tạo ra tia lazer đỏ và maser (thiết bị tích tụ năng lượng để tạo ra tia lazer). Công trình đầu tiên được thực hiện bởi Theodore H. Maiman năm 1960 ở Hughes Research Laboratories vùng Malibu, California, đã vượt qua các nhóm nghiên cứu như Charles H. Townes ở trường Đại học Columbia, Arthur Schawlow ở Bell Labs, và Gould thuộc công ty TRG (Technical Research Group). Maiman dùng hồng ngọc tổng hợp dạng rắn cung cấp ánh sáng để tạo ra tia lazer màu đỏ với bước sóng 694 nm (nm).
Các loại có dạng hồng ngọc cũng có mặt trên thị trường như spinen đỏ, garnat đỏ, và thủy tinh màu. Thời đại Roma vào thế kỷ 17, đã có kỹ thuật tạo ra màu đỏ, bằng cách đốt lông cừu màu đỏ ở đáy của lò sưởi, và được đặt bên dưới đá giả.
Trên thị spinen đỏ được gọi là "balas ruby" và tourmalin đỏ là "rubellite", đều này có thể làm cho người tiêu dùng dễ bị nhầm lẫn. Các thuật ngữ này không được các nhà đá quý học khuyến khích sử dụng như LMHC (Laboratory Manual Harmonisation Committee).

## Kỷ lục
- Bảo tàng Quốc gia về Lịch sử Tự nhiên ở Washington, D.C. đã nhận được một trong những viên hồng ngọc lớn và đẹp nhất thế giới. Viên hồng ngọc Burmese nặng 23.1 cara (4.6 g), nạm vào một chiếc nhẫn bạch kim cùng với kim cương, đã được quyên góp bởi doanh nhân và nhà hảo tâm Peter Buck để tưởng nhớ người vợ quá cố Carmen Lúcia. Viên ngọc này mang một màu đỏ rực rỡ cũng như độ trong suốt đặc biệt. Viên ngọc được khai thác ở vùng Mogok của Miến Điện vào những năm 1930.
- Năm 2007, hãng trang sức Garrard & Co đã đăng lên trang web của mình một viên hồng ngọc hình trái tim nặng 40.63 cara.
- Ngày 13/14 tháng 12 năm 2011, bộ sưu tập trang sức của Elizabeth Taylor đã được Christie's bán đấu giá. Đáng chú ý là chiếc nhẫn với một viên hồng ngọc 8.24 cara phá kỷ lục về giá trên mỗi một cara đối với hồng ngọc (512,925 đô la Mỹ một cara, tức tổng cộng 4.2 triệu đô la Mỹ) và sợi dây chuyền được bán với giá trên 3.7 triệu đô la Mỹ.